# Equitan
Equitan is een van de 12e-eeuwse Oudfranse lais van Marie de France.

## Verhaal
De seneschalk van Equitan, de koning van Nanz, is getrouwd met een wondermooie vrouw. Koning Equitan wordt verliefd op haar, maar hij wordt verscheurd door die gevoelens en zijn loyaliteit ten opzichte van haar echtgenoot. Wanneer Equitan haar uiteindelijk zijn liefde verklaart, gelooft ze hem niet vanwege het verschil in stand tussen hen. Hij overtuigt haar dat zijn gevoelens voor haar oprecht zijn en ze worden minnaars. Naarmate de verhouding vordert, zetten de raadgevers van Equitan hem onder druk om te trouwen. Hij vertelt zijn geliefde dat zij de enige is waarvan hij houdt en dat hij met haar zou trouwen, moest haar echtgenoot er niet zijn. Daarop besluit zijn geliefde haar man uit de weg te ruimen door hem met de hulp van Equitan in een bad kokend water te gooien. De koning zou dan kunnen verklaren dat zijn seneschalk tijdens het baden gestorven was. Na een jachtpartij verblijven koning Equitan en zijn gevolg in het kasteel van de vazal, waar de door Equitan beminde dame dame twee badkuipen in de slaapkamer laat klaarzetten, een ervan gevuld met kokend water. Terwijl de heer van het kasteel er niet is, bereiden Equitan en zijn geliefde hun plan voor en bedrijven ze daarna de liefde. De seneschalk betrapt hen echter. Equitan probeert zich beschaamd te verbergen en springt daarbij per ongeluk in het bad met kokend water. De seneschalk, woedend door de ontrouw van zijn vrouw, gooit haar ook in de badkuip en het ontrouwe paar sterft een vreselijke dood.